# Thomas Weiß (Lyriker)
Thomas Weiß (* 1961 in Karlsruhe) ist ein deutscher Lyriker und Pfarrer.

## Leben
Thomas Weiß wuchs im mittelbadischen Rastatt auf. Er studierte evangelische Theologie in Bielefeld und Heidelberg und arbeitete danach in mehreren badischen Pfarrgemeinden sowie als Erwachsenenbildner in Freiburg mit dem Schwerpunkt „Literatur und Kultur im urbanen Kontext“. Weiß leitete bis 2024 die Landesstelle für Evangelische Erwachsenenbildung in der Badischen Landeskirche.
Seit seinen Studienjahren befasste Weiß sich intensiver mit der Lyrik. Seit 1998 veröffentlicht er seine Texte in Zeitschriften und Anthologien; auch liegen von ihm mehrere Gedichtbände vor. Er war Stipendiat des Förderkreises deutscher Schriftsteller in Baden-Württemberg. Er ist Mitglied der Gesellschaft für zeitgenössische Lyrik und seit 2020 Mitglied im PEN-Zentrum Deutschland (Darmstadt).
Thomas Weiß lebt in Baden-Baden, ist verheiratet und hat vier Kinder.

## Schriften (Auswahl)

### Gedichte und Gebete
- mit Joachim Faber und Michael Lipps: drei stimmig. seitenweis stücke von religion und alltag. Landesstelle für Evangelische Erwachsenenbildung, Karlsruhe 1998.
- mit Joachim Faber und Michael Lipps: ob es eintrifft. heiliges mitunter. edition quadrat, Mannheim 2003.
- überstimmter laut. Gedichte. Edition Zeno im Manutius Verlag, Heidelberg 2004.
- nur deinen blick. gedichte im Heidelberger zoo. Mit Photographien von Rose von Selasinsky. Zoo Heidelberg, Heidelberg 2006.
- schatten ersatz. Drey Verlag, Gutach 2007.
- Hörst du mein Schweigen? Gebete der Sehnsucht. Herder, Freiburg 2008.
- von weit. Gedichte. Verlag Klöpfer & Meyer, Tübingen 2010.
- Auch Finsternis ist nicht finster bei dir. Gebete und Meditationen für die Begleitung Sterbender und Trauernder. Gütersloher Verlagshaus, Gütersloh 2011.
- Ich komme zu dir. Gebete zu den Wochenpsalmen des Kirchenjahres. Gütersloher Verlagshaus, Gütersloh 2012.
- Mit allen Sinnen. Gebete der Sehnsucht. Strube Verlag, München 2012.
- erst wenn. Gedichte. Brot&Kunst Verlag, Haßloch/Pfalz 2018.
- im wort laut. Gedichte. Drey Verlag, Gutach 2019, ISBN 978-3-933765-97-0.
- mit Mechtild Schöllkopf-Horlacher: all die jahre. Bilder und Gedichte. Brot&Kunst Verlag, Haßloch/Pfalz 2019.
- woran ich hänge. Gedichte. Brot&Kunst Verlag, Haßloch/Pfalz 2020.
- vor wort. Gedichte. Mit Fotografien von Joachim Faber. J.S. Klotz Verlagshaus, Neulingen 2022, ISBN 978-3-949763-25-0.

### Betrachtungen und andere Prosa
- Geschichten vom Herrn G. Prosa. Klöpfer & Meyer Verlag, Tübingen 2013.
- Kann’s auch etwas mehr sein? Sonntagsgedanken. Gütersloher Verlagshaus, Gütersloh 2013.
- Das Gelbe vom Ei. Sonntagsgedanken. Gütersloher Verlagshaus, Gütersloh 2015.
- Oberlin, Waldersbach. Eine Begegnung. Klöpfer & Meyer Verlag, Tübingen 2017.
- Seelenproviant. Ermutigungen für alle Tage. Gütersloher Verlagshaus, Gütersloh 2021, ISBN 978-3-579-07166-4.

### Bausteine für Gottesdienste
- AnSprüche. Gebete für Alltag und Gottesdienst. Hans Thoma Verlag, Karlsruhe 2005.
- Du rollst den Stein von unseren Herzen. Modelle für Symbol-Andachten und Symbolgottesdienste in der Karwoche und zu Ostern. Gütersloher Verlagshaus, Gütersloh 2013.
- Beglänzt von seinem Lichte. Werkstattbuch Advent, Weihnachten, Jahreswechsel und Epiphanias. Gütersloher Verlagshaus, Gütersloh 2014.
- Werkbuch Schulgottesdienste. Gütersloher Verlagshaus, Gütersloh 2016.
- Drum wollen wir auch fröhlich sein. Andachten und Gottesdienstentwürfe für die Passions- und Osterzeit. Neukirchener Verlagsgesellschaft, Neukirchen-Vluyn 2019, ISBN 978-3-7615-6591-9.
- Siehe, ich verkündige euch große Freude. Andachten und Gottesdienstentwürfe für die Advents- und Weihnachtszeit. Neukirchener Verlagsgesellschaft, Neukirchen-Vluyn 2019 ISBN 978-3-7615-6656-5.
- Neues Werkbuch Schulgottesdienste. Gütersloher Verlagshaus, Gütersloh 2021, ISBN 978-3-579-07165-7.

### Als Herausgeber
- Vom Himmel auf Erden. Literarisch durchs Kirchenjahr. Klöpfer & Meyer Verlag, Tübingen 2013.
- mit Karl-Josef Kuschel: Johann Peter Hebel. Biblische Geschichten. Klöpfer & Meyer Verlag, Tübingen 2017.

### Beiträge in Anthologien und Literaturzeitschriften
- in: Das Plateau (Stuttgart) 2015.
- in: Konzepte.
- in: Revue Alsacienne de Literature.
- in: stimm bruch. Herausgegeben von Renate Müller-Buck und Ulrich Zimmermann. Info Verlag Karlsruhe, Karlsruhe 2010.
- in: allmende – Zeitschrift für Literatur (Karlsruhe).
- in: Poesiealbum neu (Leipzig).
- in: Förderband des Förderkreises deutscher Schriftsteller (Stuttgart).
- in: Astrid Braun, Moritz Heger (Hrsg.): An die Schwäne. 51 Beiträge zum 250. Geburtstag Friedrich Hölderlins. Edition Kanalstraße 4 (Stuttgarter Schriftstellerhaus), Stuttgart 2020.
- in: Andreas Kohm (Hrsg.): All diese Echos. Album für Karlheinz Kluge. Drey-Verlag, Gutach 2022, ISBN 978-3-948482-08-4.

| Personendaten    | Personendaten                 |
| ---------------- | ----------------------------- |
| NAME             | Weiß, Thomas                  |
| KURZBESCHREIBUNG | deutscher Lyriker und Pfarrer |
| GEBURTSDATUM     | 1961                          |
| GEBURTSORT       | Karlsruhe                     |